# François Bret
François Bret est un peintre français, né à Blois (Loir-et-Cher) le 7 juillet 1918 et mort à Saint-André-de-Roquepertuis (Gard) le 10 octobre 2004, qui a joué un rôle important dans la rénovation de l’enseignement des beaux-arts et la réforme de l’enseignement de l’architecture en France après les événements de 1968.

## Biographie
Passionné par le dessin depuis sa jeunesse, François Bret entre à l’École des Beaux-Arts de Paris en 1936 dans l’atelier d’André Devambez puis de Charles Guérin et de Nicolas Untersteller. Il y rencontre Andrée Levillain qu’il épousera en 1939 et avec laquelle il aura quatre enfants. C’est au cours d’un voyage d’études en Italie en 1937 qu’il découvre et se met à pratiquer réellement la peinture. Ayant échappé à la captivité en 1940, il travaille pendant la guerre au Comité du papier qui gère la répartition pour la presse et l’industrie.
Au lendemain de la Libération, il commence une carrière d’illustrateur et illustre notamment La Chartreuse de Parme de Stendhal (éditions Athêna, 1948). Sa carrière de peintre débute aussi avec une première exposition personnelle à la galerie Allard, à Paris en 1947, et un premier achat par les collections de l’État en 1948. La même année il publie un recueil de pointes-sèches et de lithographies, préfacé par Pierre Mac Orlan, Voyage en Algérie et au Maroc, à la suite d’un séjour en Afrique du Nord l’année précédente.
Nommé professeur à l’École des arts décoratifs de Nice en 1950, il y commence une carrière d’enseignant qui le conduira ensuite à la direction de l’École des Beaux-Arts et d’architecture de Marseille en 1961 et il s’installe à Falicon, petit village de l’arrière pays niçois. À côté de son enseignement, il participe alors activement à la vie culturelle de la Côte d’Azur, notamment en produisant et animant, sous la direction de Louis Merlin, des émissions culturelles pour Télé Monte-Carlo qui vient de naître, à l’occasion desquelles il reçoit et interviewe régulièrement des personnalités du monde de l’art vivant dans le midi, telles que Picasso, Chagall, Van Dongen, Amédée Ozenfant ou Jean Cocteau avec qui il gardera des relations privilégiées et dont il fait le portrait en 1958. Il organise également à la même époque à Nice l’exposition « Dix peintres français autour de Jacques Villon ».       

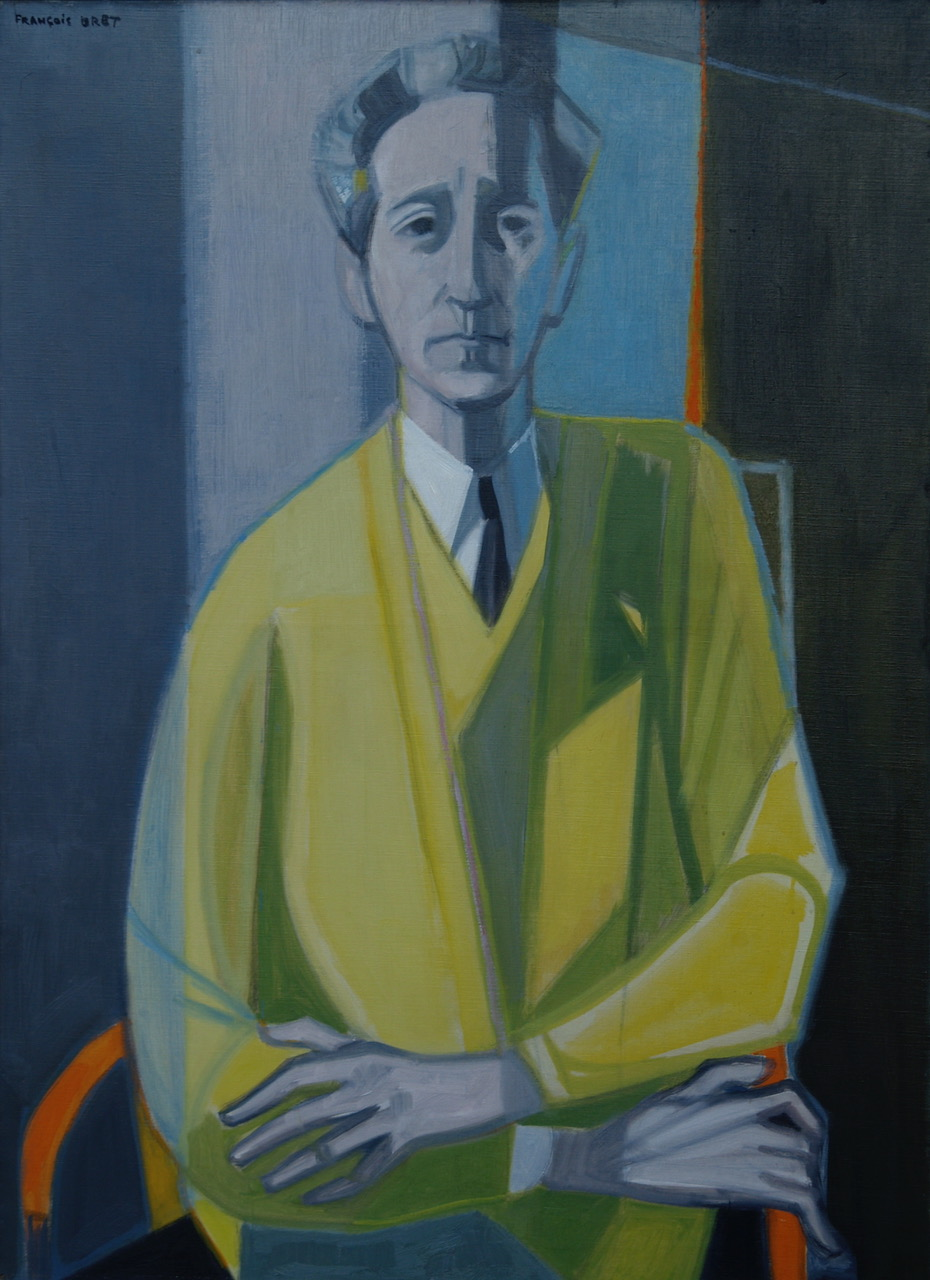
F. BRET. Portrait de Jean Cocteau, 1958
Huile sur toile. Collection privée

Son œuvre d’enseignant et d’administrateur est marquée par la création d’une nouvelle école des Beaux-Arts et d’architecture à Marseille, dans le domaine de Luminy, en 1967. Avec le soutien de Gaëtan Picon, directeur général des Arts et Lettres d’André Malraux, et de Gaston Defferre, maire de Marseille, il obtient en effet le transfert de l’ancienne école et son installation dans une architecture moderne aux accents méditerranéens, fondue dans le paysage, due à l’architecte  René Egger et, alors que la révolte estudiantine venait de bouleverser la scène des enseignements supérieurs, comme l’écrivit plus tard Edmonde Charles-Roux, « en 1968, l’école prenait son envol et l’enseignement de la peinture et de l’architecture à Marseille changeait de siècle ». Dorénavant, l’école de Luminy s’ouvre à l’art contemporain. Viallat, Kermarrec, Jaccard, Tony Grand, Marcelin Pleynet, Yves Michaud y enseignent. Elle marque profondément la création artistique et la vie culturelle à Marseille avec le musée Cantini, et présente même les travaux de la jeune création marseillaise au Musée d'Art moderne de la ville de Paris en 1976.

## Œuvre peint

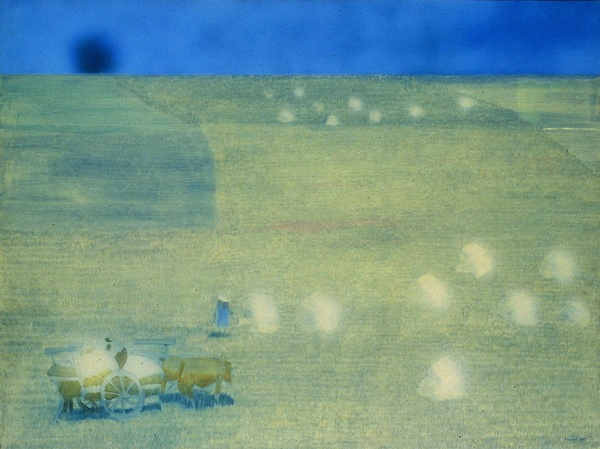
F. BRET. Juillet (Les mois), 1981
Huile sur toile. Collection du Fonds régional d’art contemporain PACA

Parallèlement à ses responsabilités dans l’enseignement des arts, François Bret a poursuivi une importante carrière de peintre. Son œuvre peint représente quelque 1 200 tableaux auxquels il faut ajouter des lithographies, gravures, illustrations, costumes et décors (Opéras de Nice et de Marseille) et décorations monumentales (station de métro Saint-Just à Marseille).
Parmi cette importante production picturale on peut distinguer une première période, des années trente au début des années cinquante, où le dessin est très linéaire et la couleur tendre, dans une facture qui peut faire penser à celle d’Albert Marquet (peintures d’Italie, de Normandie, Bretagne et du midi). Les œuvres des années cinquante sont plus sévères, plus structurées, souvent cernées de noir, marquées sans doute par l’œuvre de Picasso et les céramiques que celui-ci réalise alors à l’atelier Madoura de Vallauris où l’amènent parfois ses activités pour Télé Monte-Carlo. À l’aube des années soixante la couleur reprend le dessus. C’est elle qui structure la composition. On pourrait penser alors à l’orphisme de Robert Delaunay. Il décline ensuite l’expérience de la lumière et la rigueur de la composition dans une série de toiles sur le thème de la mer qui fait l’objet d’une exposition d’une centaine de tableaux au musée des Beaux-Arts de Bordeaux en 1975. Enfin, après une période plus lyrique qui fera écrire à François Nourissier « François Bret n’aime rien tant que ces transparences, ces subtilités laiteuses, ces reflets de neige, ce camaïeu de non-couleurs autour desquelles il fait tourner ses rêves de coloriste puritain ou sage », alors installé dans le Gard, il revient pendant les dernières années de sa vie à un dessin ferme et narratif à travers des œuvres qui font l’objet de nombreuses expositions en France et au Japon[réf. non conforme].
Au plan historique l’œuvre de François Bret se situe dans le courant d’une figuration naturaliste qui a su résister à l’écrasante domination de l’abstraction au lendemain de la Seconde Guerre mondiale et profiter de l’apport des avant-gardes du début du XXe siècle, autant dans la fragmentation des formes et de la couleur que dans la linéarité du trait qui parfois peut faire songer à Matisse.
Son œuvre est représenté dans les collections du Fonds national d’art contemporain, dans celles des FRAC PACA et Languedoc-Roussillon et dans de nombreuses collections publiques[réf. nécessaire] (Arles, Avignon, Bordeaux, Marseille, Nice, Paris et Strasbourg) et privées (au Japon en particulier où il est représenté par la galerie Art Noir Okada)[réf. nécessaire].

## Distinctions
Chevalier de la Légion d'honneur ( France)

 Officier de l'ordre national du Mérite ( France)

 Officier de l'ordre des Arts et des Lettres ( France)

 Officier de l'ordre de Saint-Charles ( Monaco)

 Commandeur de l'ordre du Mérite culturel ( Monaco)

François Bret était en outre membre de l'Académie des Sciences, Lettres et Arts de Marseille et du Conseil artistique de la  Fondation Prince Pierre de Monaco.